# Nidia Hernández
Nidia del Carmen Hernández, también conocida como Melita Hernández (7 de noviembre de 1933-Montevideo, 9 de octubre de 2018), fue una enfermera comunitaria y docente uruguaya.

## Biografía
Se graduó en la Escuela Universitaria de Enfermería (EUE) de la Universidad de la República en 1955, obteniendo la medalla de plata de su generación, y revalidó su título como Licenciada en Enfermería en 1999. En el año 2000 se especializó en Enfermería Comunitaria en el Instituto Nacional de Enfermería. Fue docente de la EUE y luego del Instituto Nacional de Enfermería, además de profesora de Historia en Enseñanza Secundaria.
En 1997 recibió un premio al mérito académico de la Asociación Latinoamericana de Escuelas y Facultades de Enfermería, integrante de Unión de Universidades de América Latina y México. 
Trabajó en el área comunitaria y asistencial y creó el primer servicio de atención domiciliaria en la frontera Rivera – Santana do Livramento.
En 2001 dirigió la entonces Casa de la Universidad de Rivera, actualmente Centro Universitario de Rivera. En 2002 recibió el título de Profesora Emérita. Fue integrante del Comité de Investigación Enfermería – Mercosur, el Colegio de Enfermeras del Uruguay y el consejo editorial de la Revista Uruguaya de Enfermería.  
En 2009 recibió un reconocimiento por parte de la Facultad de Enfermería y el Colegio de Profesionales de la Enfermería del Estado de México por sus «aportaciones desde diversos escenarios como la salud pública, la historia y la sociología».
Se destacó por su actuación en órganos de cogobierno de la Facultad de Enfermería, del Centro Universitario de Rivera (CUR), y por su trabajo para promover y apoyar la descentralización universitaria, que se plasmó en 1987 en el inicio de las carreras de Enfermería y Odontología.  
Por iniciativa de estudiantes, docentes, egresados y funcionarios del CUR, se denominó con su nombre el salón de actos de esa sede universitaria.
Luego de una investigación de cinco años junto a la historiadora Selva Chirico, publicó el libro Ana Packer. Construyendo el saber y hacer enfermero. De Inglaterra a Cuñapirú-Corrales. 1841-1930. 
Falleció el 9 de octubre de 2018 en la ciudad de Montevideo, donde residía.